# Piece of Mind
Piece of Mind er det fjerde studiealbum fra det britiske heavy metal-band Iron Maiden. Det blev originalt udgivet i 1983 gennem EMI og Capitol i USA og senere genudgivet af Sanctuary/Columbia Records. Det var det første album med trommeslageren Nicko McBrain der forinden havde forladt bandet Trust fra Paris. 
Tekstmæssigt reflekterede albummet gruppens interesse i bøger og film f.eks. er "To Tame a Land" baseret på Frank Herberts roman Dune', "The Trooper" er inspireret af Tennysons
Charge of the Light Brigade, "Still Life" er inspireret af fantasy/gyser forfatteren Clark Ashton Smiths 2. verdenskrigs novelle Genius Loci. Andre inspirationer inkludere "Where Eagles Dare" en film og roman af forfatteren Alistair MacLean, "Quest for Fire" er baseret på filmen af Jean-Jacques Annaud og forfatteren G.K. Chesterton bliver citeret i begyndelsen af "Revelations". Mere fremmedartede indflydelser inkludere græsk mytologi som kan høres i sangen "Flight of Icarus" og samurai legenden Miyamoto Musashi i "Sun and Steel". Aleister Crowley havde indflydelse på en stor del af de resterende sangtekster som "Revelations," der blev skrevet af Dickinson.
Dette var det første Iron Maiden-album der ikke havde fået navn efter en sang på sporlisten (dog dukker ordene "peace of mind", hvilket jo udtales ligesom "piece of mind", op på albummets sjette sang "Still Life"). I den tidligste fase havde albummet originalt fået navnet Food for Thought, men blev ændret så det passede bedre til albumcover designet. Billedet på albumcoveret forestiller Eddie The Head eller Edward The Great i spændetrøje, låst inde i en gummicelle. 
Det sidste spor skulle efter hensigten have heddet "Dune," men forfatteren Frank Herbert gav ikke tilladelse til dette så et andet navn måtte vælges. 
I et notat på albummet er en passage fra Johannes' Åbenbaring inddraget som siger: 
| Citat | Og Gud skal tøre alle tårerne væk fra deres øjne og der skal ikke være mere død. Heller ikke sorg eller gråd. Heller ikke skal der være flere hjerner (Brain) fra de tidligere ting der gik bort. | Citat |
|       | |       |

Den aktuelle tekst (fra kapitel 21, vers 4) er næsten identisk bortset fra i stedet for "brain" bliver der sagt "heller ikke skal der være mere smerte." Denne ændring kan enten blive set som en reference til albummets titel eller til Nicko McBrains tilslutning til bandet.  
Albummet blev placeret som nummer 21 på IGNs liste over top 25 albums.

## Still Life
I begyndelsen af det sjette spor "Still Life" har Iron Maiden indspillet en skjult besked der kun kan forstås hvis nummeret bliver spillet baglæns. Dette var en spøg med tilsigt i at svinge tilbage til de kritikere der havde anklaget Iron Maiden for at være sataniske.[kilde mangler]
Den bagvendte besked er indspillet af Nicko McBrain hvor han efterligner Idi Amin (eller rettere efterligner skuespilleren John Bird som efterligner Idi Amin) som udtaler en passage på meget dårligt engelsk.

## Spor
1. "Where Eagles Dare" (Steve Harris) – 6:10
2. "Revelations" (Bruce Dickinson) – 6:48
3. "Flight of Icarus" (Adrian Smith, Dickinson) – 3:51
4. "Die With Your Boots On" (Smith, Dickinson, Harris) – 5:28
5. "The Trooper" (Harris) – 4:10
6. "Still Life" (Dave Murray, Harris) – 4:53
7. "Quest for Fire" (Harris) – 3:41
8. "Sun and Steel" (Dickinson, Smith) – 3:26
9. "To Tame a Land" (Harris) – 7:27

### 1995 genudgivet bonuscd
1. "I Got the Fire"  (Montrose cover)
2. "Cross-Eyed Mary" (Jethro Tull cover)
  - Originalt udgivet på Aqualung albummet.

## Certifikation
| Land     | Certifikation | Salg       | År   |
| -------- | ------------- | ---------- | ---- |
| USA      | 1x Platinum   | 1,000,000+ | 1986 |
| UK       | 1x Platinum   | 300,000+   | 1995 |
| Canada   | 2x Platinum   | 200,000+   | 2006 |
| Tyskland | Gold          | 250,000+   | 1996 |
| Finland  | Guld          | 25,000+    | 1990 |
| Spanien  | Guld          | 50,000+    | 1983 |

## Musikere
- Bruce Dickinson – Vokal
- Dave Murray – Guitar
- Adrian Smith – Guitar, bagvokal
- Steve Harris – Bas, bagvokal
- Nicko McBrain – Trommer